# Claire Mafféi
Claire Mafféi (orthographié parfois Maffei), est une actrice française, née à Lyon le 11 octobre 1919, morte à Brignais (Rhône) le 16 octobre 2004.

## Biographie
Claire Mafféi avait épousé en 1947 le réalisateur et scénariste Claude Vermorel.

## Filmographie
- 1941 : Premier rendez-vous de Henri Decoin : une pensionnaire de l'orphelinat
- 1943 : Les Ailes blanches de Robert Péguy
- 1943 : Ne le criez pas sur les toits de Jacques Daniel-Norman
- 1945 : L'Insaisissable Frédéric de Richard Pottier
- 1946 : Jeux de femmes de Maurice Cloche
- 1947 : Antoine et Antoinette de Jacques Becker : Antoinette Moulin
- 1949 : Les Dieux du dimanche de René Lucot : Jeannette Thévenin
- 1952 : Les Conquérants solitaires de Claude Vermorel : Thérèse Berthod
- 1956 : La Plus belle des vies de Claude Vermorel : Anne-Marie Berthillot
- 1982 : Lénine (téléfilm) de Jeannette Hubert : Nadejda Kroupskaïa

## Théâtre
- 1947 : Le Carrosse du Saint-Sacrement de Prosper Mérimée, Théâtre Antoine
- 1948 : Thermidor de Claude Vermorel, mise en scène Claude Vermorel, Théâtre Pigalle
- 1949 : Chambre 29 de Guy Verdot, Théâtre Gramont
- 1959 : Les Murmures de la forêt de Claude Vermorel, mise en scène Henri Doublier, Théâtre Hébertot
- 1964 : Un jardin sur la mer de Claude Vermorel, mise en scène Jacques Mauclair, Théâtre de l'Alliance française
- 1985 : Si... Napoléon de Claude Vermorel, Lyon,   Théâtre de la Croix-Rousse